# Sphodroxia quedenfeldti
Sphodroxia quedenfeldti är en skalbaggsart som beskrevs av Brenske 1889. Sphodroxia quedenfeldti ingår i släktet Sphodroxia och familjen Melolonthidae. Inga underarter finns listade i Catalogue of Life.